# Heike Kamerlingh Onnes
Heike Kamerlingh Onnes, nizozemski fizik, * 21. september 1853, Groningen, Nizozemska, † 21. februar 1926, Leiden, Nizozemska.
Kamerlingh Onnes je leta 1911 odkril superprevodnost. Leta 1913 je prejel Nobelovo nagrado za fiziko za raziskovanja značilnosti snovi pri nizkih temperaturah, ki so med drugim vodila k proizvodnji kapljevinskega helija.